# Ибаньес дель Кампо, Карлос
Карлос Ибаньес дель Кампо-и-Фигероа дос Надаль (исп. Carlos Ibáñez del Campo y Figueroa dos Nadal; 3 ноября 1877 — 28 апреля 1960) — чилийский военный и государственный деятель, президент Чили в 1927–1931 и в 1952–1958 годах. Организатор четырёх попыток государственных переворотов, две из которых увенчались успехом.

## Биография
В детстве жил на ферме своего отца. В 1889 поступил в государственную школу Линареса, затем – в мужской лицей Линареса. 12 марта 1896 поступил на второй курс военного училища имени Бернардо О'Хиггинса (окончил 3 марта 1898 в звании армейского лейтенанта).
Кадровый военный. Служил в кавалерийском полку в Сантьяго, где 3 апреля 1900 ему было присвоено звание лейтенанта. В 1903 поступил в Военную академию.
С 1903, прервав учёбу, участвовал в военной миссии в Сальвадоре (там он встретил и в 1907 женился на Росе Кирос де Авила, выходце из высших классов Сальвадора; у них родилось двое сыновей; жена умерла 12 октября 1918 в возрасте 29 лет), где за военные действия был произведён в подполковники сальвадорской армии, тогда как в чилийской армии с апреля 1908 имел лишь должность капитана.
Вернулся в Чили в 1909. С 1909 по 1911 служил на различных должностях в кавалерийских полках и был инструктором в военном училище. Параллельно возобновил обучение в Военной академии, которую окончил 12 февраля 1925, поступив на службу в Генеральный штаб (офицер Генерального штаба с 24 февраля 1917). В апреле 1917 назначен штабным офицером командования первой армейской дивизии в Такне.
С 16 мая 1918 – майор. Направлен в кавалерийский полк в Сантьяго и месяц спустя, в июле 1918, назначен командиром школы армейского полка карабинеров. В 1919 назначен префектом полиции города Икике. 21 января 1921 новоизбранный президент Артуро Алессандри назначил его директором кавалерийской школы, что было одной из самых престижных должностей в чилийской военной иерархии. Глава Главного командования армейского корпуса карабинеров с 27 февраля 1924 по 21 июля 1927.
3 декабря 1927 женился на Грасиэле Летельер Веласко, в этом браке четверо детей: Рикардо, Ньевес, Глория и Маргарита Ибаньес Летельер.
Начал свою политическую карьеру, участвуя в государственных переворотах 1924 и 1925 годов. В январе 1925 года вместе с Мармадуке Грове возглавил военный переворот, восстановивший ранее свергнутого Артуро Алессандри на посту президента и 29 января занял пост военного министра в новом правительстве (до 25 февраля 1927). Его власть как военного министра увеличилась при президенте Эмилиано Фигероа, избранном на выборах в октябре 1925. 9 февраля 1927 стал министром внутренних дел (до 7 апреля). В этот период приказал начать преследование своих противников, в том числе бывшего президента республики А. Алессандри, которому пришлось отправиться в изгнание. Президент Фигероа, которому не хватало характера, чтобы противостоять Ибаньесу, в мае 1927 сложил полномочия после эпизода, в котором последний потребовал его отставки, обвинив во вмешательстве в судебную систему для назначения своего брата членом Верховного суда.

## Первое президентство
На объявленных после отставки Фигероа президентских выборах 22 мая 1927 единственным его соперником был коммунист Элиас Лафферте, который был сослан на отдаленный южный остров и не смог участвовать в предвыборной кампании. Коммунистическая партия Чили была объявлена вне закона ещё в марте. Традиционные партии не участвовали в выборах. В результате Ибаньес получил 98 % голосов и 21 июля официально вступил на пост президента. Никаких обязательств перед политическими партиями не имел, будучи ярым их противником.
В мае 1927 — июле 1931 года — президент Чили. Этот период был фактической диктатурой и характеризовался акцентом на социальных основах, усилении роли государства и развитии положений Конституции 1925 года. Правил с помощью президентских декретов, по своему усмотрению менял депутатов, активно арестовывал политических оппонентов. Получил прозвище «Муссолини Нового Света». Диктаторские методы правления сочетал с активной социальной политикой, выставляя себя сторонником «маленьких людей» и противником олигархии. Создал проправительственные профсоюзы для объединения рабочих под знаменем национализма — Республиканскую конфедерацию гражданского действия. Одновременно в 1927–1928 годах были арестованы руководители наиболее массового профцентра страны – ФОЧ. ФОЧ и анархо-синдикалистские организации также были объявлены вне закона. Ибаньес запустил самую масштабную в истории страны программу общественных работ и начал заниматься активным строительством инфраструктуры.
3 июня 1929 года в Лиме был подписан Лимский договор, положивший конец пограничному спору по поводу Такны и Арики, вернув первую Перу и сохранив вторую за Чили. В результате подписания этого договора был номинирован на Нобелевскую премию мира в 1930 году вместе с тогдашним президентом Перу Аугусто Легией.
Великая депрессия 1929 года оказала сильное влияние на страну, вызвав огромные социальные потрясения, которые привели к массовой миграции безработных с сырьевого севера в Сантьяго, нехватке основных потребительских товаров и сильным гонениям на студентов Чилийского университета, в котором в августе 1930 года была основана активная Федерация студентов. Поскольку Ибаньес не имел политической поддержки, к парламентским выборам 1930 года он достиг соглашения с политическими партиями, чтобы избежать избирательной борьбы. Было решено применить норму Закона о выборах, которая установила, что если число кандидатов не превышает числа избираемых представителей, необходимости в проведении выборов нет. В условиях диктатуры Ибаньеса выборы в большинстве округов на практике стали ненужными.
На экономическом уровне обострились вредные последствия от введения в Чили золотого стандарта в денежно-кредитную систему, а также подписание соглашения между правительством и семьёй Гуггенхайм о создании монопольной Чилийской селитровой компании (COSACH).
Основал ряд институтов, которые частично модернизировали Чили – самостоятельного корпуса карабинеров (в 1927, уравняв жалованье военнослужащих нового учреждения с уровнем армии, предоставив им также военную юрисдикцию) и должности генерального контролёра республики (в 1927), ВВС как отдельный вид войск (в 1930), Главное казначейство, Управление по селитре и йоду и Национальное управление снабжением, также.основал авиакомпанию LAN (в 1929) и утвердил Трудовой кодекс (в 1931).
Было изменено территориальное деление Чили: вместо 23 провинций образованы 16.
В июле 1931 года из-за массовых беспорядков, вызвавших отставку правительства и потери опоры в армии 26 июля ушёл в отставку и обратился с просьбой к Конгрессу покинуть Чили на один год, отправившись в изгнание. Палата депутатов отклонила это обращение и официально уволила Ибаньеса с президентского поста 27 июля, обвинив его в том, что он покинул национальную территорию без разрешения.

## После президентства
В 1931–1937 годах жил в эмиграции в Аргентине. Вернувшись в страну, был выдвинут на пост президента на выборах 1938 года от Народно-освободительного альянса (блок ультраправых националистических и популистских партий и организаций во главе с фашистской партией НСДЧ). В ходе предвыборной кампании обещал вернуться в президентский дворец «как представитель простого народа», обещая масштабные социальные реформы. 4 сентября 1938 года около 40 тысяч его сторонников провели «Марш Победы» в Сантьяго. На следующий день они совершили попытку государственного переворота. События разворачивались в непосредственной близости от президентского дворца. Погиб один из охранников резиденции главы государства. Однако карабинеры быстро подавили выступление и арестовали Ибаньеса. 60 захваченных мятежников были расстреляны на месте. После этого снял свою кандидатуру и призвал сторонников голосовать за левоцентристский Народный фронт, который по итогу одержал победу (перевес избранного президентом Педро Агирре составил всего 4000 голосов) .
В августе 1939 года участвовал в военном мятеже против правительства Народного фронта, был арестован.
В 1942 году снова участвовал в выборах президента. Кроме организованного им Национального движения, Консервативная и Либеральная партии после долгих обсуждений также согласились его поддержать. Набрал 44 % и занял второе место, уступив своему близкому другу кандидату Демократического альянса Хуану Антонио Риосу.
С 1949 года сенатор от Сантьяго.

## Второе президентство
Во время избирательной кампании президентских выборов 1952 года,, которую вёл под самоименованием «Генерал надежды», обещал провести аграрную реформу и пересмотреть неравные соглашения с США. Своим символом избрал швабру, обещая «вымести из власти» всех коррумпированных представителей олигархии. Называл себя последователем популярного в Латинской Америке аргентинского президента Хуана Перона и представлялся «антипартийным» кандидатом, критикуя основные буржуазные партии страны (консерваторов, либералов и радикалов).
Поддержанный несоюзническими и немногочисленными правой Аграрной рабочей, левой Народной социалистической и феминистской Женской партиями (женщины голосовали впервые в истории Чили), неожиданно занял первое место, набрав 46,8 %, и был избран на общей сессии Национального Конгресса из двух кандидатов, набравших наибольшее число голосов. 3 ноября 1952 официально вступил в должность президента.
В марте 1953 года состоялись парламентские выборы, после которых его сторонники увеличили своё участие в Конгрессе (41 % и 62 избранных депутата из 147). Однако их было недостаточно для серьёзной поддержки правительства, что привело к противоречиям между президентом и Конгрессом, а также к невиданной ранее ротации министров.
В экономической сфере он продолжил радикальный подход к развитию, продвигая производство и инфраструктуру Национальной нефтяной компании (ENAP), Pacific Steel Company (CAP) и создал Корпорацию национальной сахарной промышленности (IANSA). Он также образовал Государственный банк Чили (1953), изменил статут Центрального банка Чили, создал Министерство горной промышленности, а также создал Национальную медная корпорацию (CODELCO) и Департамент медной промышленности с намерением со временем национализировать её добычу (департамент сыграл свою важную роль во время национализации 1971 года, поскольку позволял координировать и централизовать деятельность промышленности). Ибаньесу удалось добиться установления минимальной заработной платы для крестьян, заменив систему оплаты труда, действовавшую с XVII века.
Из-за проблем с инфляцией в 1955 году были приглашены иностранные советники и в соответствии с правилами кейнсианства прошли реформа внешней торговли; отмена субсидий; отмена автоматической корректировки зарплаты в государственном секторе и, частично, в частном секторе в соответствии с инфляцией; изменение Устава Центрального банка. НДС был установлен на уровне 3%. Одновременно были повышены налоги (что было неприемлемо для правительства, основанного на популизме, поэтому Ибаньес отказался принять их в полном объёме). Инфляцию удалось снизить до 17%, однако это было гораздо меньше, чем было оговорено.
Во время своего правления способствовал строительству крупных инфраструктурных объектов, что способствовало значительному увеличению общего государственного бюджета, например, крупных водохранилищ, жилищного строительства, городского развития и благоустройства. В 1955 году была открыта первая чилийская антарктическая исследовательская станция „Президент Педро Агирре Серда“ на Южных Шетландских островах.
В 1958 году отменил Закон о постоянной защите демократии, часто называемый «Проклятым законом», который объявлял Коммунистическую партию Чили и её членов вне закона и предпринял ряд мер по предотвращению возможных злоупотреблений и фальсификаций на выборах.
В области внешней деятельности был тесно связан с аргентинским правительством Хуана Доминго Перона, с которым разделял одни и те же идеалы. 8 июля 1953 года в Буэнос-Айресе они подписали Договор об экономическом союзе Аргентины и Чили. Возникла группа La Linea Recta, состоящая из офицеров и унтер-офицеров армии и корпуса карабинеров, целью которой было подготовиться к захвату власти, как только президент Ибаньес прикажет это. Однако после падения Перона в 1955 году отношения с Аргентиной стали очень напряженными, особенно после скандала, связанного с побегом из тюрьмы Сантьяго аргентинского оппозиционера Гильермо Келли, арестованного по требованию Аргентины (в результате чего были уволены чилийские министры иностранных дел и юстиции).
Критика его деятельности основывалась на высокой стоимости жизни в стране и полицейских репрессиях во время демонстраций и забастовок. 
В конце его срока политическая поддержка правительства находилась на самом низком уровне. На парламентских выборах в марте 1957 года его сторонники получили лишь 20 мест из 147. Не имея политического наследника, он предпринял усилия, чтобы помешать триумфу правого кандидата Хорхе Алессандри, продвигая новый Закон о выборах и отмену «Закона о защите демократии», позволившую коммунистам вернуться к легальной жизни. Это увеличивало шансы кандидатуры социалиста Сальвадора Альенде. Однако победу на выборах 1958 года одержал всё-таки Х. Алессандри, опередивший С. Альенде на 2,7 % голосов.

## Последние годы
Покинув свой пост, дистанцировался от средств массовой информации и политики. Уйдя от общественной жизни, умер в 22:50 28 апреля 1960 года в своей резиденции в Сантьяго от рака желудка в возрасте 82 лет. 30 апреля после мессы в столичном соборе его останки были захоронены на Общем кладбище.